# Scoglitti
Scoglitti é uma frazione do comune de Vittoria, no Livre consórcio municipal de Ragusa, Itália.

## História

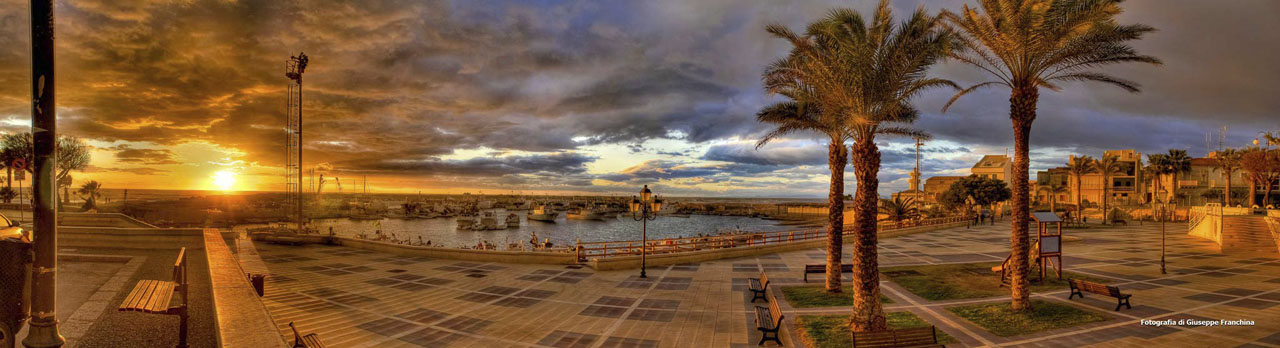
Piazza sorelle Arduino e o porto de Scoglitti

O nome de Scoglitti, aparece em alguns mapas do século XVI e pela primeira vez claramente na resolução de 1639 com a qual o território foi atribuído a Vittoria, enquanto nos mapas de 1608 com os quais as terras foram atribuídas os novos colonos parecem ser mencionados como "o caminho da pedreira de Cammarana", uma das duas estradas que levam ao mar.
O desenvolvimento da área está ligado ao nascimento de Vittoria que, através de Scoglitti, tem uma conexão direta com Malta. Se o local atual de Scoglitti estava deserto na segunda metade do século XVI, esse não era o caso do promontório, onde milhares de fiéis se reuniam em torno da igreja da Madonna di Cammarana todos os verões, em 15 de agosto, para celebrar a Assunção com uma feira e uma corrida de cavalos. O culto, de provável origem bizantina, continuou até 1834.
O interior de Scoglitti, já no final do século XVI, se especializou na produção de trigo, mas também aqui a vinha se estabeleceu gradualmente e, no final do século XVIII, Scoglitti já exporta para Malta milhares de barris do vinho de Vittoria. O desenvolvimento da área terá um salto após a subversão do feudalismo em 1812, quando o monopólio do Marquês Ferreri cessou e a partir desse momento muitos outros proprietários e empresários puderam se dedicar ao comércio de vinhos.

## Economia
Economicamente, Scoglitti desfruta de pesca, agricultura em estufas e, acima de tudo, turismo.
Nos últimos anos, equipou-se para favorecer os turistas com um rico programa esportivo e cultural de verão: torneio nacional de vôlei de praia, cinema e teatro ao ar livre, música, shows e festa dos produtores locais de cerveja artesanal. Scoglitti também tem um porto de pesca, um porto turístico e um refúgio para barcos de pesca. Uma característica da frazione é a venda de peixes no mercado de peixes pequenos (próximo ao faro) todos os dias.